# Fiche de poste
 (mars 2025).
Si vous disposez d'ouvrages ou d'articles de référence ou si vous connaissez des sites web de qualité traitant du thème abordé ici, merci de compléter l'article en donnant les références utiles à sa vérifiabilité et en les liant à la section « Notes et références ».
Une fiche de poste, qui généralement complète un organigramme, prend les objectifs permanents, les tâches principales, les compétences et moyens mis en œuvre et les relations tant hiérarchiques qu'opérationnelles liées à la fonction d'un membre du personnel ou d'une catégorie de membres du personnel d'une organisation (par exemple : entreprise, administration, et banque).

## Caractéristiques principales
Une fiche de poste doit au minimum indiquer l'intitulé du poste, sa position dans l'organigramme, les conditions d'engagement, la description des missions, les éventuelles difficultés, et les relations avec les autres postes.

## Modèles multiples
Il existe de multiples modèles ou types de définition de fiches de poste (ou encore, de « description de poste »). Cependant, on peut estimer que certains modèles sont plus performants que d'autres par l'ensemble des possibilités qu'ils offrent. Parmi ces modèles, l'un, mettant en avant les résultats permanents attendus du poste est probablement le plus riche. « Permanents » signifie que, quelle que soit la situation de l'entreprise, ces résultats doivent être dans tous les cas présents. Ils sont, en quelque sorte, la raison pour laquelle la fonction doit être présente dans l'entreprise. Partant du postulat que « tout poste existe pour produire des résultats », la définition de fonction va se focaliser sur les principaux résultats permanents attendus, en général de 4 à 6, sur un poste d'encadrement, par exemple. Pour être pleinement efficaces, les résultats doivent pouvoir être décrits de telle façon qu'on puisse les qualifier de « SMART », même si ces résultats ne sont pas quantifiés dans la description de fonction - mais ils doivent être quantifiables.

## Définition de fonction
Les fiches de poste sont indispensables pour définir de nombreux outils de la gestion des ressources humaines. Il est possible, à partir de celle-ci, de :
- Définir des référentiels de compétences (de quelles compétences a-t-on besoin pour atteindre les résultats attendus) ;
- Classer selon leur importance l'impact des postes sur les résultats de l'entreprise par une analyse de job-posting et, delà, définir des échelles de rémunération et réaliser des benchmark internes/externes ;
- Définir des modèles d'annonces de recrutement pour un poste type ;
- Vérifier que, dans une organisation, il y a bien un responsable identifié devant produire un résultat attendu ;
- Permettre au management de fixer des objectifs SMART à ses collaborateurs…